# (1537) Transylvania
(1537) Transylvania es un asteroide perteneciente al cinturón de asteroides que orbita entre Marte y Júpiter. Su nombre hace referencia a la región de Transilvania en Rumanía.
Fue descubierto el 27 de agosto de 1940 por Gyula Strommer desde el Observatorio Konkoly de Budapest, Hungría.
Este asteroide tras su descubrimiento se perdió hasta que Leif Kahl Kristensen lo redescubriera desde la Universidad de Aarhus, junto con (452) Hamiltonia y otros numerosos pequeños objetos, en 1981.